# آندامپی
آندامپی (به لاتین: Andampy) یک منطقهٔ مسکونی در ماداگاسکار است که در ساوا (ماداگاسکار) واقع شده‌است. آندامپی ۶٬۸۴۳ نفر جمعیت دارد و ۱۸ متر بالاتر از سطح دریا واقع شده‌است.